# Leprechaun: Origins
Leprechaun: Origins to amerykański film fabularny z 2014 roku, napisany przez Harrisa Wilkinsona i wyreżyserowany przez Zacha Lipovsky'ego. Siódmy segment serii horrorów Karzeł, reboot poprzednich odsłon. Premiera filmu odbyła się 22 sierpnia 2014.

## Obsada
- Dylan „Hornswoggle” Postl − Lubdan/Leprechaun (Karzeł)
- Stephanie Bennett − Sophie Roberts
- Brendan Fletcher − David
- Teach Grant − Sean McConville
- Bruce Blain − Ian Joyce
- Adam Boys − Francois
- Andrew Dunbar − Ben
- Melissa Roxburgh − Jeni
- Emilie Ullerup − Catherine